# クロジョウビタキ

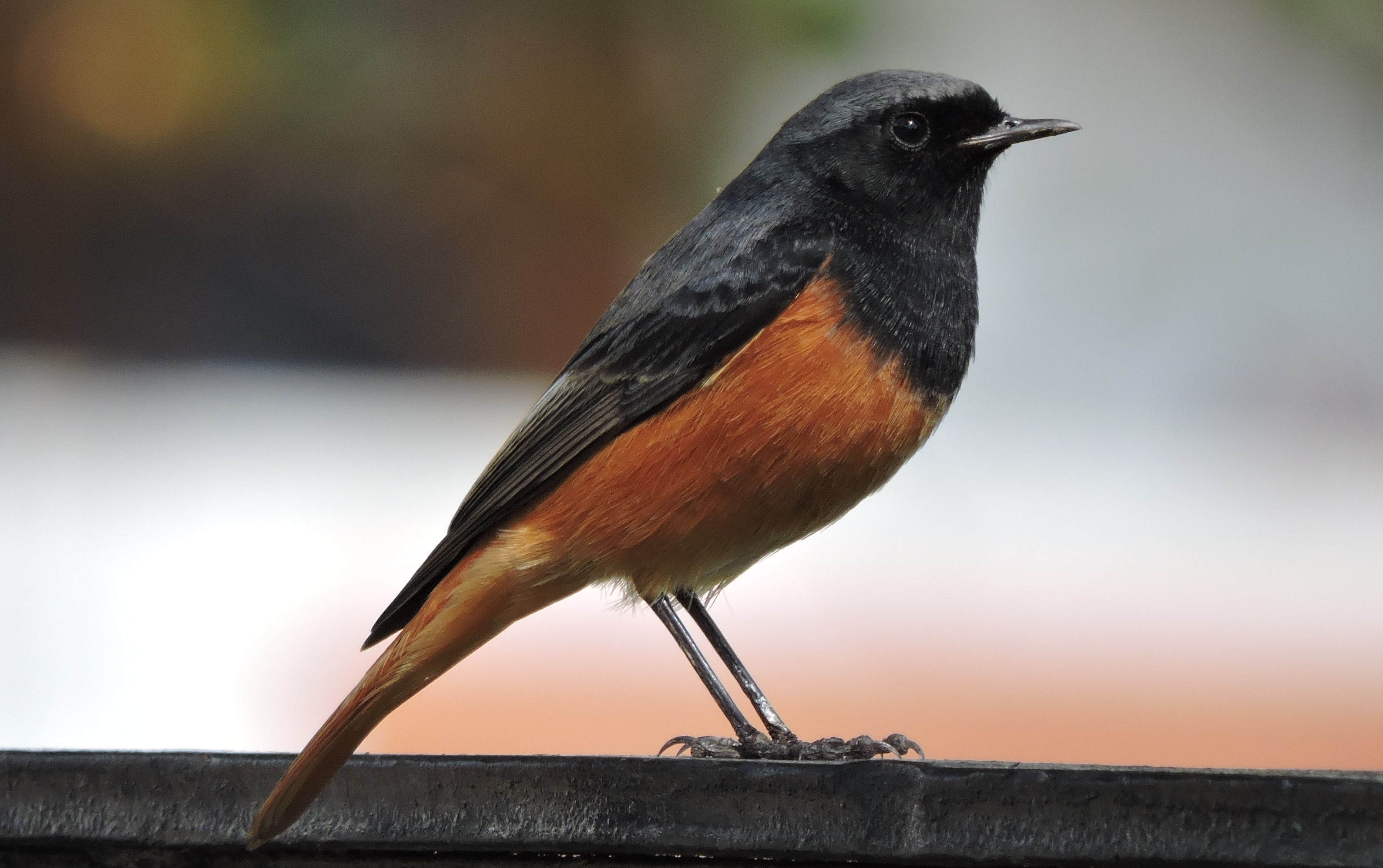
チャンディーガルで観察された個体（インド）

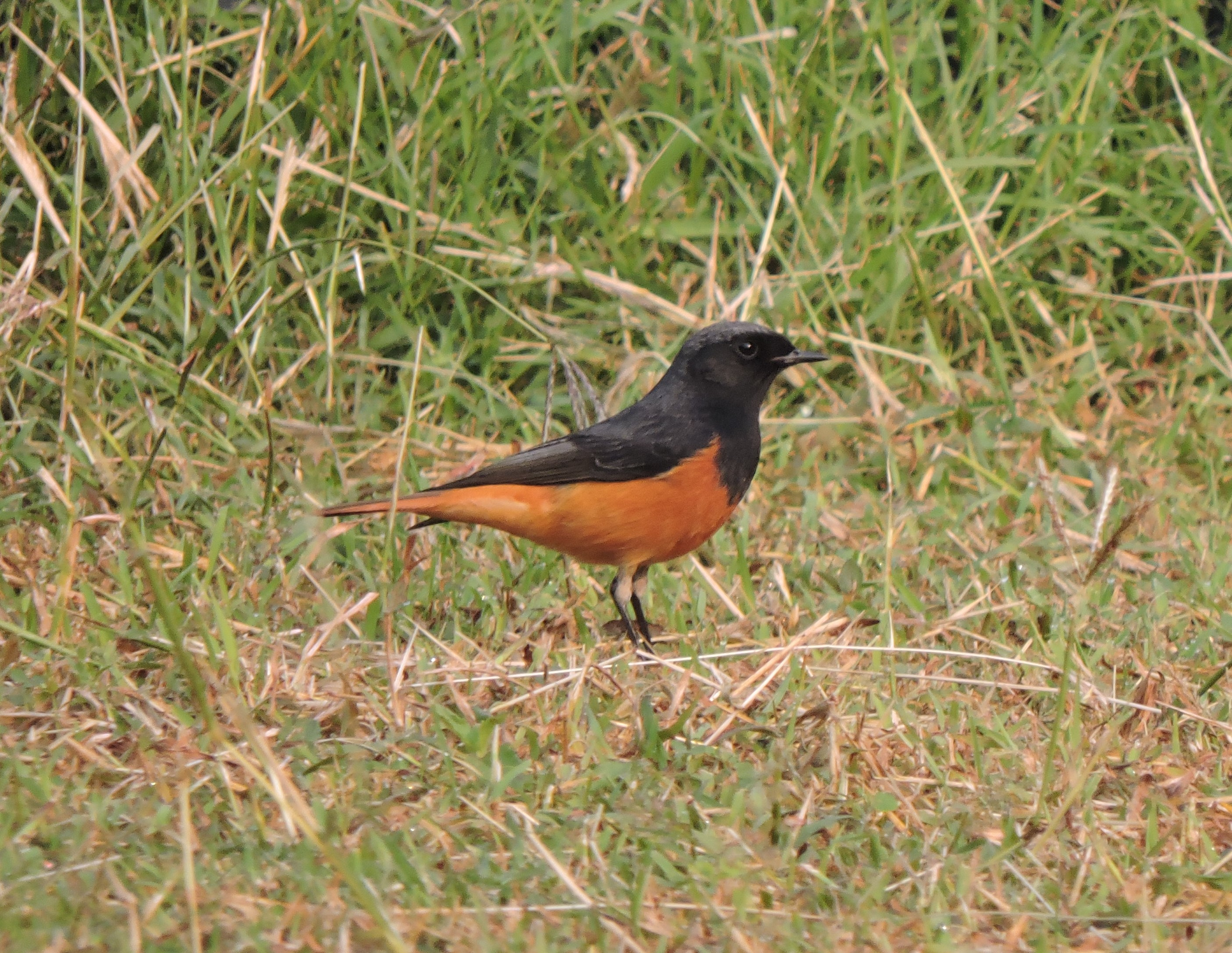
パンジャブ州で観察された個体（インド）

クロジョウビタキ（学名：Phoenicurus ochruros） は、スズメ目ヒタキ科（ヒタキ科ごと移行してツグミ科として分類されることもある）に分類される鳥類の一種である。ジョウビタキの仲間。
名前の由来は、黒いジョウビタキの意。

## 分布
ヨーロッパ中南部、ロシア中南部、モンゴル、中国中西部で繁殖し、冬期はアフリカ北部、ヨーロッパ南部、西南アジア、インドに渡る。南部ヨーロッパでは留鳥である。
日本では迷鳥として山口県見島で初めて記録され、以後、北海道、舳倉島、西表島等での記録がある。日本で記録されたのは、中国中西部に分布する亜種とされている。

## 生態
崖や岩場の斜面の穴や隙間に枯れ草や苔、繊維などを使って椀型の巣を作る。巣の内部には獣毛や羽毛を敷く。人家の壁の隙間に営巣することもある。1腹5-10個の卵を産む。卵の色はヨーロッパの亜種は白色、アジアの亜種は薄い青色である。抱卵期間は12-16日で、抱卵は雌が行う。
イギリスのロンドン都心部で進む「ワイルド・ウエストエンド計画」（2015年開始）で屋上緑化やプランターを使った植栽により野生生物の生息環境を人工的に2,500 m2 設けたところ、計画を主導する環境設計会社 Arup によると、2016年に目撃されなかったこの鳥が2018年に4回観察された。ホオヒゲコウモリ (Eptesicus serotinus) や アカゲラ、シジュウカラの仲間 (Parus major) やクロウタドリとともに環境評価の指標動物として注目を受けている。2020年には少なくとも6回観察された。

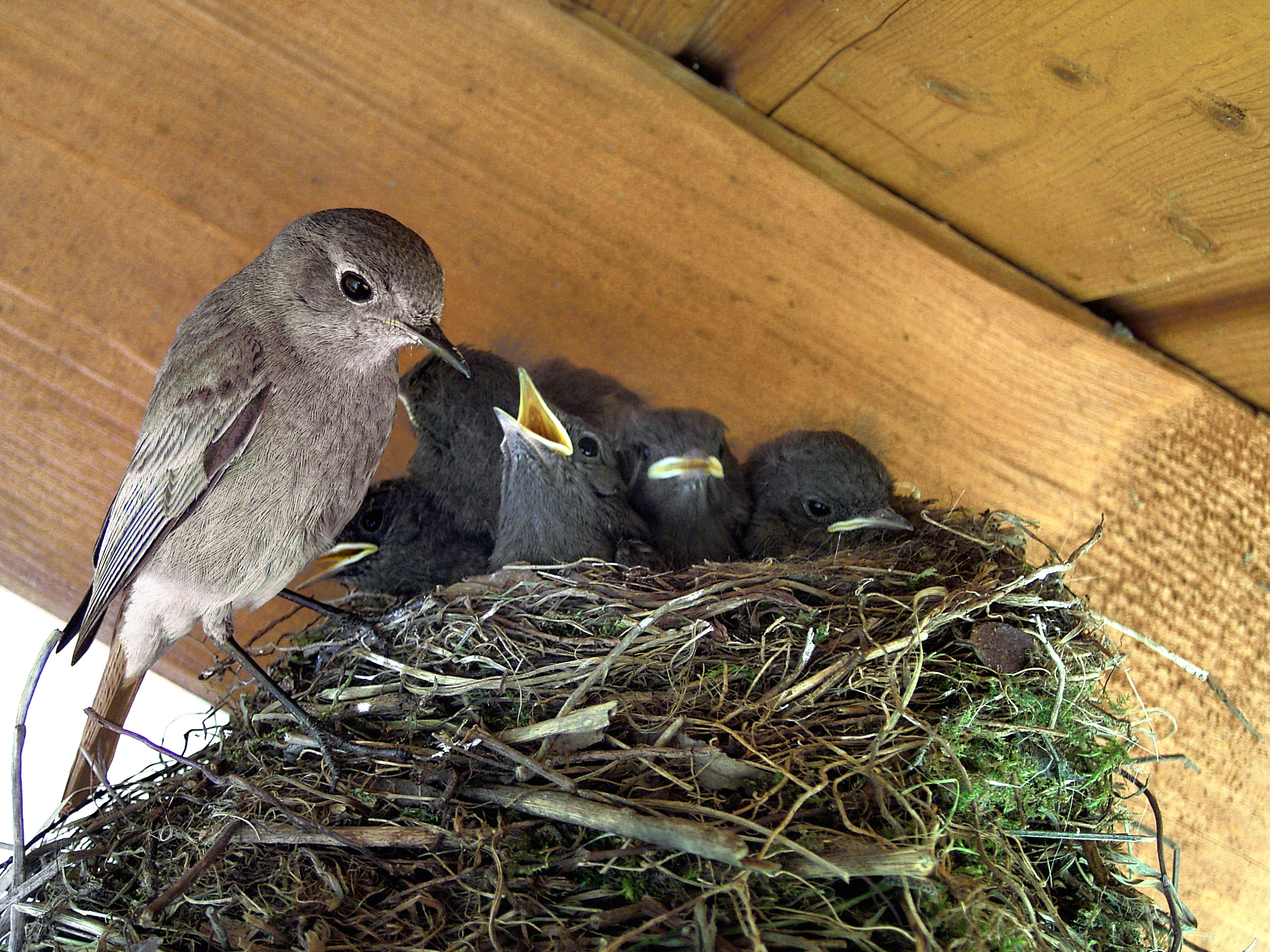
メスのクロジョウビタキとヒナ

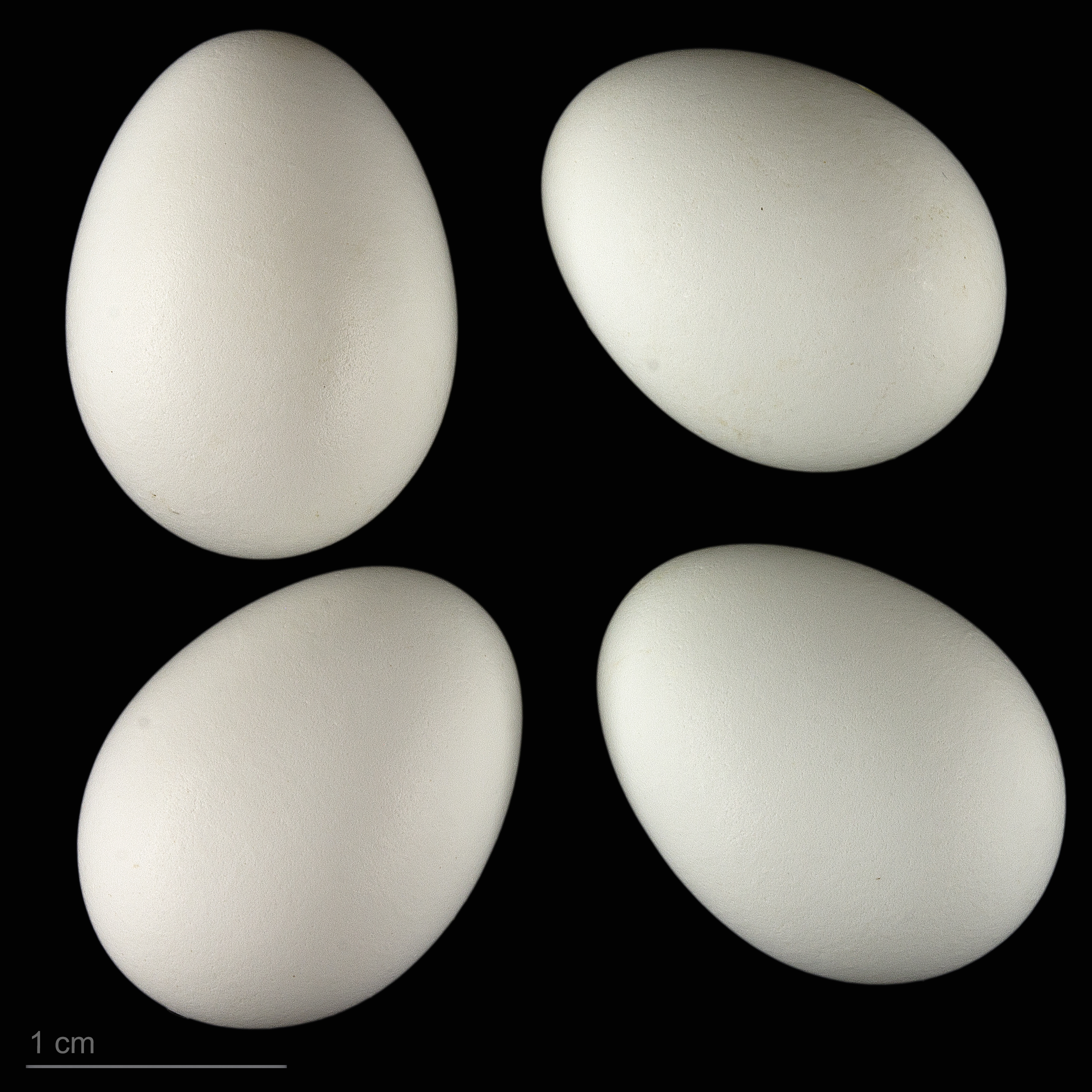
Phoenicurus ochruros gibraltariensis

## 関連資料
発行年順
- 鷹司信輔「クロジヨウビタキに就て」『動物学雑誌』第31号(363)、東京動物學會、1919年1月28日、29-30頁。pdf形式、国立国会図書館。
- 「クロジョウビタキ」『ヨーロッパの野鳥大全集3』、録音資料、コロムビアミュージックエンタテインメント、1991年12月。COCO-9286。
- 「(34)クロジョウビタキ」『鳴き声によるヨーロッパ・バード・ウォッチング～身近な野鳥99種』、録音資料、コロムビアミュージックエンタテインメント、1993年4月。COCO-75377。
- 「クロジョウビタキ」『ヨーロッパ四季の歌』、録音資料、コロムビアミュージックエンタテインメント〈ネイチャー・コンサート・シリーズ〉、1995年5月。COCO-78435。
- 新谷俊裕「ノルウェー語(bokmal)の鳥類名称の日本語訳」『大阪外国語大学論集』第32号、ISSN 0916-6637、大阪外国語大学、2005年、183-216頁。NAID 110006177773。
- 『IDUN』第1号、ISSN 0287-9042、大阪外国語大学、2006年2月。
  - 新谷俊裕「I. 北欧語(デンマーク語・ノルウェー語(Bokmal)・スウェーデン語)の鳥類名称の日本語訳(標準和名) : 目・科・属別分類による(北欧語鳥類名称和名辞典)」、1-40頁、NAID 110006177698。
  - 新谷俊裕「II. 北欧語(デンマーク語・ノルウェー語(Bokmal)・スウェーデン語)の鳥類名称の日本語訳(標準和名) : アルファベット順(北欧語鳥類名称和名辞典)」『IDUN』第1号、43-74頁、NAID 110006177699。
  - 新谷俊裕「III. 和名(日本語) : デンマーク語;ノルウェー語(Bokmal);スウェーデン語(北欧語鳥類名称和名辞典)」77-94頁、NAID 110006177700。
- R・フリント（Flindt, Rainer 著）、浜本哲郎（訳）「クロジョウビタキ Black redstart」『数値でみる生物学 : 生物に関わる数のデータブック』シュプリンガー・ジャパン、2007年、41,79,100-102頁。全国書誌番号:21368609、ISBN 978-4-431-10014-0。
- 林田博（撮影）、長崎市史編さん委員会（編）「写2-143 クロジョウビタキ（♂）」『新長崎市史』第1巻 (自然編、先史・古代編、中世編)、長崎市、2013年。全国書誌番号:22233488。
- 斎藤 恵「メシアンのピアノ作品における〈闇と光〉」『大妻女子大学家政系研究紀要』第50号、ISSN 1346-860X、大妻女子大学、2014年、31-39頁、

NAID 110009839191。
- 吉村卓三（著）、鈴木まもる（絵・構成）、林良博（監修）「クロジョウビタキ」『鳥と卵と巣の大図鑑 : 世界655種』、ブックマン社、2014年、297 頁。全国書誌番号:22420025、ISBN 978-4-89308-813-0。
- 「くろじょうびたき」『難読誤読鳥の名前漢字よみかた辞典』、日外アソシエーツ（編集）、2015年、21,71頁。全国書誌番号:22643359、ISBN 978-4-8169-2558-0。
- 石井直樹「クロジョウビタキ」『鳴き声から種を同定するための日本鳥類鳴き声大辞典』、石井直樹、2015年。全国書誌番号:22648552、ISBN 978-4-9908544-0-9。別題『Complete voice lists of Japanese birds』冊子体 + CD-ROM 1枚 (12cm)。

- 榛葉忠雄「クロジョウビタキ」『日本と北東アジアの野鳥』、生態科学出版、2016年。別題『A photographic guide to the birds of Japan and North-East Asia』全国書誌番号:22793180、ISBN 978-4-908712-00-5。
- 水谷高英（画）、叶内拓哉（解説）「クロジョウビタキ」『フィールド図鑑日本の野鳥』、文一総合出版、2017年、再版。全国書誌番号:22986444、ISBN 978-4-8299-8810-7。別題『Field Guide to the Birds of Japan』
- 平嶋義宏「クロジョウビタキ」『世界の鳥の学名解：ツタンカーメン王の黄金のマスクの謎』、北隆館、2018年。全国書誌番号:23186302、ISBN 978-4-8326-0746-0。別題『Etymology of the Scientific Names of the Birds of the World』。